# Bizima Karaha
Bizima Karaha est un docteur en médecine et un homme politique congolais né en 1968. Il est ministre des Affaires étrangères dans le gouvernement de Laurent-Désiré Kabila du 24 mai 1997 au 15 mars 1999.

## Biographie
D’origine Banyamulenge (Tutsi), Bizima Karaha naît en 1968. Il fait ses études en Afrique du Sud, où il suit une formation médicale,.
Opposant à Mobutu, il rallie l'AFDL (section de Goma) en 1996 et devient le « monsieur diplomatie » du mouvement. Proche de Laurent-Désiré Kabila, il est nommé ministre des Affaires étrangères à l'âge de 29 ans lorsque ce dernier accède au pouvoir. Il rejoint le gouvernement à partir du 24 mai 1997 et reste à ce poste jusqu'au 15 mars 1999,
Peu après le déclenchement de la deuxième guerre du Congo (1998), il se retourne contre Laurent-Désiré Kabila et rejoint le Rassemblement congolais pour la démocratie (RCD) à Goma. Il devient alors le « ministre chargé de la sécurité » au sein de ce mouvement rebelle.
Après la guerre, il part vivre en Afrique du Sud, où il possède un important cheptel. 